# Щербиновка (Костанайская область)
Щербиновка (каз. Щербинов) — село в районе Беимбета Майлина Костанайской области Казахстана. Входит в состав сельского округа Айет. Код КАТО — 396449400.

## География
Село находится примерно в 18 км к северу от районного центра, села Айет. В 7 км к северо-востоку от села находится озеро Сулу, в 13 км к северо-востоку — Жианбасколь, в 1 км к западу — Кандыколь, в 10 км к юго-востоку — Тоттыбайколь.

## История
До 5 апреля 2013 года село входило в состав упразднённого Красносельского сельского округа.

## Население
В 1999 году население села составляло 220 человек (103 мужчины и 117 женщин). По данным переписи 2009 года, в селе проживало 166 человек (78 мужчин и 88 женщин).